# Колотлан (муниципалитет)
Колотла́н (исп. Colotlán) — муниципалитет в Мексике, в штате Халиско, с административным центром в одноимённом городе. Численность населения, по данным переписи 2020 года, составила 19 689 человек.

## Общие сведения
Название Colotlán с языка науатль можно перевести как: место изобилия скорпионов.
Площадь муниципалитета равна 648,1 км², что составляет 0,8 % от общей площади штата, а наиболее высоко расположенное поселение Эль-Каррисаль находится на высоте 2223 метра.
Колотлан граничит с другими муниципалитетами штата Халиско: на северо-востоке с Санта-Мария-де-лос-Анхелесом и на западе с Тотатиче, а на северо-западе и юго-востоке с другим штатом Мексики — Сакатекасом.

## Учреждение и состав
Муниципалитет был образован 8 апреля 1844 года, по данным 2020 года в его состав входит 68 населённых пунктов, самые крупные из которых:
| Код INEGI                  | Населённый пункт                                                                   | Численность населения (2005 год) | Численность населения (2010 год) | Численность населения (2020 год) |
| -------------------------- | ---------------------------------------------------------------------------------- | -------------------------------- | -------------------------------- | -------------------------------- |
| 025                        | Всего                                                                              | 16404                            | 18091                            | 19689                            |
| 0001                       | Колотлан (исп. Colotlán) 22°07′02″ с. ш. 103°15′53″ з. д. (административный центр) | 11874                            | 13256                            | 15129                            |
| 0196                       | Лас-Голондринас (исп. Las Golondrinas) 22°06′15″ с. ш. 103°15′10″ з. д.            | 943                              | 1135                             | 1107                             |
| 0066                       | Сантьяго-Тлателолько (исп. Santiago Tlatelolco) 22°08′21″ с. ш. 103°15′03″ з. д.   | 320                              | 361                              | 355                              |
| 0032                       | Эль-Эпасоте (исп. El Epazote) 22°11′24″ с. ш. 103°23′30″ з. д.                     | 333                              | 291                              | 292                              |
| 0089                       | Каноас-де-Арриаба (исп. Canoas de Arriba) 22°07′24″ с. ш. 103°14′45″ з. д.         | 32                               | 240                              | 231                              |
| 0020                       | Эль-Каррисаль (исп. El Carrizal) 22°02′54″ с. ш. 103°07′26″ з. д.                  | 235                              | 256                              | 203                              |
| —                          | Прочие                                                                             | 2667                             | 2552                             | 2372                             |
| Названия на карте Генштаба |                                                                                    |                                  |                                  |                                  |

## Экономическая деятельность
По статистическим данным 2000 года, работоспособное население занято по секторам экономики в следующих пропорциях:
- сельское хозяйство, животноводство и рыбная ловля — 12 %;
- промышленность и строительство — 40,6 %;
- торговля, сферы услуг и туризма — 45,9 %;
- безработные — 1,5 %.

## Инфраструктура
По статистическим данным 2020 года, инфраструктура развита следующим образом:
- электрификация: 99,5 %;
- водоснабжение: 97,8 %;
- водоотведение: 98,8 %.